# Hans Brandt-Pook
Hans Brandt-Pook (* 11. Juli 1962 in Bielefeld) ist ein deutscher Informatiker.

## Leben
Nach einer Ausbildung zum Tischler studierte Brandt-Pook Naturwissenschaftliche Informatik an der Universität Bielefeld. Nach der Promotion arbeitete er einige Jahre im Bertelsmann-Konzern, bevor er 2003 auf eine Informatik-Professur an der Technischen Hochschule Ostwestfalen-Lippe berufen wurde. Seit 2010 hat er die Professur „Wirtschaftsinformatik, insbesondere eCommerce und Webtechnologie“ an der Hochschule Bielefeld inne.

## Wirken
Brandt-Pook lehrt und forscht zu den Themen digitale Transformation, eBusiness und dem Einsatz künstlicher Intelligenz im Mittelstand. Letzteres vertieft Brandt-Pook in der Arbeitsgruppe Angewandte KI der Hochschule Bielefeld. Er ist seit 2012 Vorsitzender des Senats der Hochschule.

## Schriften (Auswahl)
- mit R. Kollmeier: Softwareentwicklung kompakt und verständlich: Wie Softwaresysteme entstehen, Wiesbaden, 2. Aufl., 2016, ISBN 978-3-658-10876-2.
- (Hrsg. et al.): Nachhaltiges Software Management, Proceedings der Tagung Softwaremanagement 2012, Bd. P-209 der Lecture Notes in Informatics, Bonn, 2012.
- (Hrsg. et al.): Beratung in der Softwareentwicklung: Modelle, Methoden, Best Practices, Proceedings der Tagung Softwaremanagement 2006, Bd. P-98 der Lecture Notes in Informatics, Bonn, 2006.
- Eine Sprachverstehenskomponente in einem Konstruktionsszenario, Stuttgart, 1999.